# Khoáng vật silicat
Khoáng vật silicat là lớp khoáng vật lớn nhất và quan trọng nhất trong các lớp khoáng vật tạo đá, chiếm khoảng 90% vỏ Trái Đất. Đặc trưng của lớp khoáng vật này là cấu trúc của gốc silicat. Các khoáng vật silicat đều chứa silic và oxy.

## Silicat đảo
Silicat đảo ("nesosilicate", hay "orthosilicate"), gồm các tứ diện [SiO4]4− liên kết với nhau qua các cation kẽ hở.
- Nhóm Phenacit
  - Phenacit - Be2SiO4
  - Willemit - Zn2SiO4
- Nhóm Olivin
  - Forsterit - Mg2SiO4
  - Fayalit - Fe2SiO4
- Nhóm Granat
  - Pyrop - Mg3Al2(SiO4)3
  - Almandin - Fe3Al2(SiO4)3
  - Spessartin - Mn3Al2(SiO4)3
  - Grossular - Ca3Al2(SiO4)3
  - Andradit - Ca3Fe2(SiO4)3
  - Uvarovit - Ca3Cr2(SiO4)3
  - Hydrogrossular - Ca3Al2Si2O8(SiO4)1-m(OH)4m
- Nhóm Zircon
  - Zircon - ZrSiO4
  - Thorit - (Th,U)2SiO4

- Nhóm Al2SiO5
  - Andalusit - Al2SiO5
  - Kyanit - Al2SiO5
  - Sillimanit - Al2SiO5

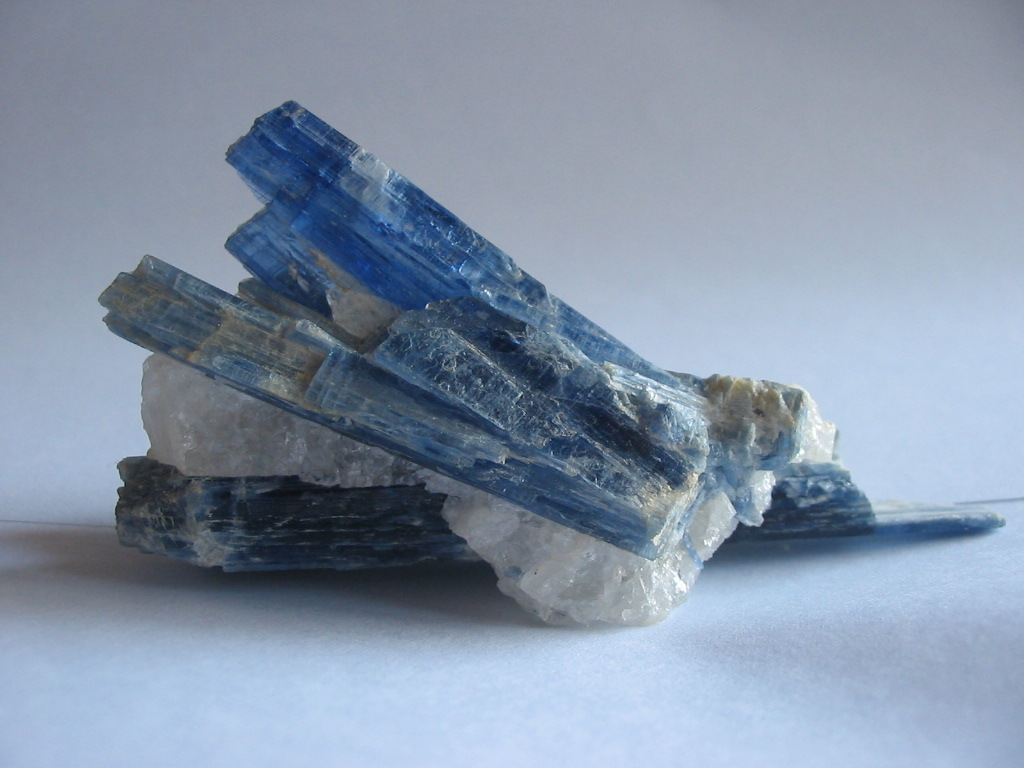
Kyanite Tinh thể (không theo tỉ lệ)

  - Dumortierit - Al6.5-7BO3(SiO4)3(O,OH)3
  - Topaz - Al2SiO4(F,OH)2
  - Staurolit - Fe2Al9(SiO4)4(O,OH)2
- Nhóm Humit - (Mg,Fe)7(SiO4)3(F,OH)2
  - Norbergit - Mg3(SiO4)(F,OH)2
  - Chondrodit - Mg5(SiO4)(F,OH)2
  - Humit - Mg7(SiO4)(F,OH)2
  - Clinohumit - Mg9(SiO4)(F,OH)2
- Datolit - CaBSiO4(OH)
- Titanit - CaTiSiO5
- Chloritoit - (Fe,Mg,Mn)2Al4Si2O10(OH)4

## Silicat đảo kép
Silicat đảo kép ("sorosilicate") có hai nhóm tứ diện (Si2O7)6− (tỉ lệ 2:7).
- Hemimorphit (calamin) - Zn4(Si2O7)(OH)2·H2O
- Lawsonit - CaAl2(Si2O7)(OH)2·H2O
- Ilvait - CaFe2+2Fe3+O(Si2O7)(OH)
- Nhóm epidot (có cả hai gốc (SiO4)4− và (Si2O7)6−)
  - Epidot - Ca2(Al,Fe)3O(SiO4)(Si2O7)(OH)
  - Zoisit - Ca2Al3O(SiO4)(Si2O7)(OH)
  - Clinozoisit - Ca2Al3O(SiO4)(Si2O7)(OH)
  - Tanzanit - Ca2Al3O(SiO4)(Si2O7)(OH)
  - Allanit - Ca(Ce,La,Y,Ca)Al2(Fe2+,Fe3+)O(SiO4)(Si2O7)(OH)
- Vesuvianit (idocrase) - Ca10(Mg,Fe)2Al4(SiO4)5(Si2O7)2(OH)4

## Silicat vòng
Silicat vòng ("cyclosilicate" hoặc "ring silicate"), gồm các tứ diện (SixO3x)2x- (tỉ lệ 1:3) liên kết với nhau bởi theo. Các vòng bao gồm 3-tứ diện (Si3O9)6-, 4-tứ diện  (Si4O12)8- và 6-tứ diện (Si6O18)12-.
- Vòng 3-tứ diện
  - Benitoit - BaTi(Si3O9)
- Vòng 4-tứ diện
  - Axinit - (Ca,Fe,Mn)3Al2(BO3)(Si4O12)(OH)
- Vòng 6-tứ diện
  - Beryl/Emerald - Be3Al2(Si6O18)
  - Cordierit - (Mg,Fe)2Al3(Si5AlO18)
  - Tourmalin - (Na,Ca)(Al,Li,Mg)3-(Al,Fe,Mn)6(Si6O18)(BO3)3(OH)4

## Silicat mạch
Silicat mạch ("inosilicate"), hoặc silicat dải, bao gồm các tứ diện silicat cài vào nhau thành mạch, các tứ diện có thể là SiO3 (tỉ lệ 1:3) đối với mạch đơn hoặc tứ diện Si4O11 (tỉ lệ 4:11) đối với mạch đôi.

### Silicat mạch đơn
- Nhóm Pyroxen
  - Enstatit - phụ nhóm orthoferrosilite
    - Enstatit - MgSiO3
    - Ferrosilit - FeSiO3

  - Pigeonit - Ca0.25(Mg,Fe)1.75Si2O6
  - Diopsid - phụ nhóm hedenbergite
    - Diopsid - CaMgSi2O6
    - Hedenbergit - CaFeSi2O6
    - Augit - (Ca,Na)(Mg,Fe,Al)(Si,Al)2O6

  - Phụ nhóm pyroxen natri
    - Jadeit - NaAlSi2O6
    - Aegirin (Acmit) - NaFe3+Si2O6

  - Spodumen - LiAlSi2O6
- Nhóm Pyroxenoit
  - Wollastonit - CaSiO3
  - Rhodonit - MnSiO3
  - Pectolit - NaCa2(Si3O8)(OH)

### Silicat mạch đôi
- Nhóm Amphibol
  - Anthophyllit - (Mg,Fe)7Si8O22(OH)2
  - Phụ nhóm Cumingtonit
    - Cummingtonit - Fe2Mg5Si8O22(OH)2
    - Grunerit - Fe7Si8O22(OH)2

  - Phụ nhóm Tremolit
    - Tremolit - Ca2Mg5Si8O22(OH)2
    - Actinolit - Ca2(Mg,Fe)5Si8O22(OH)2

  - Hornblend - (Ca,Na)2-3(Mg,Fe,Al)5Si6(Al,Si)2O22(OH)2
  - Phụ nhóm amphibol natri
    - Glaucophan - Na2Mg3Al2Si8O22(OH)
    - Riebeckit (asbestos) - Na2Fe2+3Fe3+2Si8O22(OH)2
    - Arfvedsonit - Na3(Fe,Mg)4FeSi8O22(OH)2

## Silicat lớp
Silicat lớp ("phyllosilicate" hoặc "sheet silicate") (tiếng Hy Lạp φύλλον phyllon, gồm nhiều tấm (lớp) tứ diện silicat Si2O5 nối với nhau (tỉ lệ 2:5).
- Nhóm serpentin
  - Antigorit - Mg3Si2O5(OH)4
  - Chrysotil - Mg3Si2O5(OH)4
  - Lizardit - Mg3Si2O5(OH)4
- Nhóm khoáng vật sét
  - Kaolinit - Al2Si2O5(OH)4

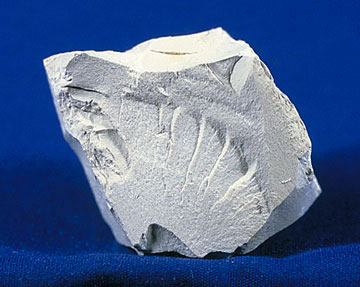
Kaolin

  - Illit - (K,H3O)(Al,Mg,Fe)2(Si,Al)4O10[(OH)2,(H2O)]
  - Smectit -
  - Montmorillonit - (Na,Ca)0.33(Al,Mg)2(Si4O10)(OH)2·nH2O
  - Vermiculit - (MgFe,Al)3(Al,Si)4O10(OH)2·4H2O
  - Talc - Mg3Si4O10(OH)2
  - Palygorskit - (Mg,Al)2Si4O10(OH)·4(H2O)
  - Pyrophyllit - Al2Si4O10(OH)2
- Nhóm mica
  - Biotit - K(Mg,Fe)3(AlSi3O10)(OH)2
  - Muscovit - KAl2(AlSi3O10)(OH)2
  - Phlogopit - KMg3Si4O10(OH)2
  - Lepidolit - K(Li,Al)2-3(AlSi3O10)(OH)2
  - Margarit - CaAl2(Al2Si2O10)(OH)2
  - Glauconit - (K,Na)(Al,Mg,Fe)2(Si,Al)4O10(OH)2
- Nhóm clorit
  - Clorit - (Mg,Fe)3(Si,Al)4O10(OH)2•(Mg,Fe)3(OH)6

## Silicat khung
Silicat khung ("tectosilicate "hoặc "framework silicate"), gồm khung tứ diện silicat  SiO2 (tỉ lệ 1:2) trong không gian ba chiều. Nhóm này chiếm gần 75% trong vỏ Trái Đất. Silicat khung đều là nhôm silicat trừ nhóm thạch anh.
- Nhóm thạch anh
  - Thạch anh - SiO2
  - Tridymit - SiO2
  - Cristobalit - SiO2
- Nhóm fenspat
  - Alkali-fenspat
    - Fenspat kali
      - Microclin - KAlSi3O8
      - Orthocla - KAlSi3O8
      - Sanidin - KAlSi3O8

    - Anorthocla - (Na,K)AlSi3O8
    - Albit - NaAlSi3O8

  - Plagiocla fenspat
    - Anbit - NaAlSi3O8

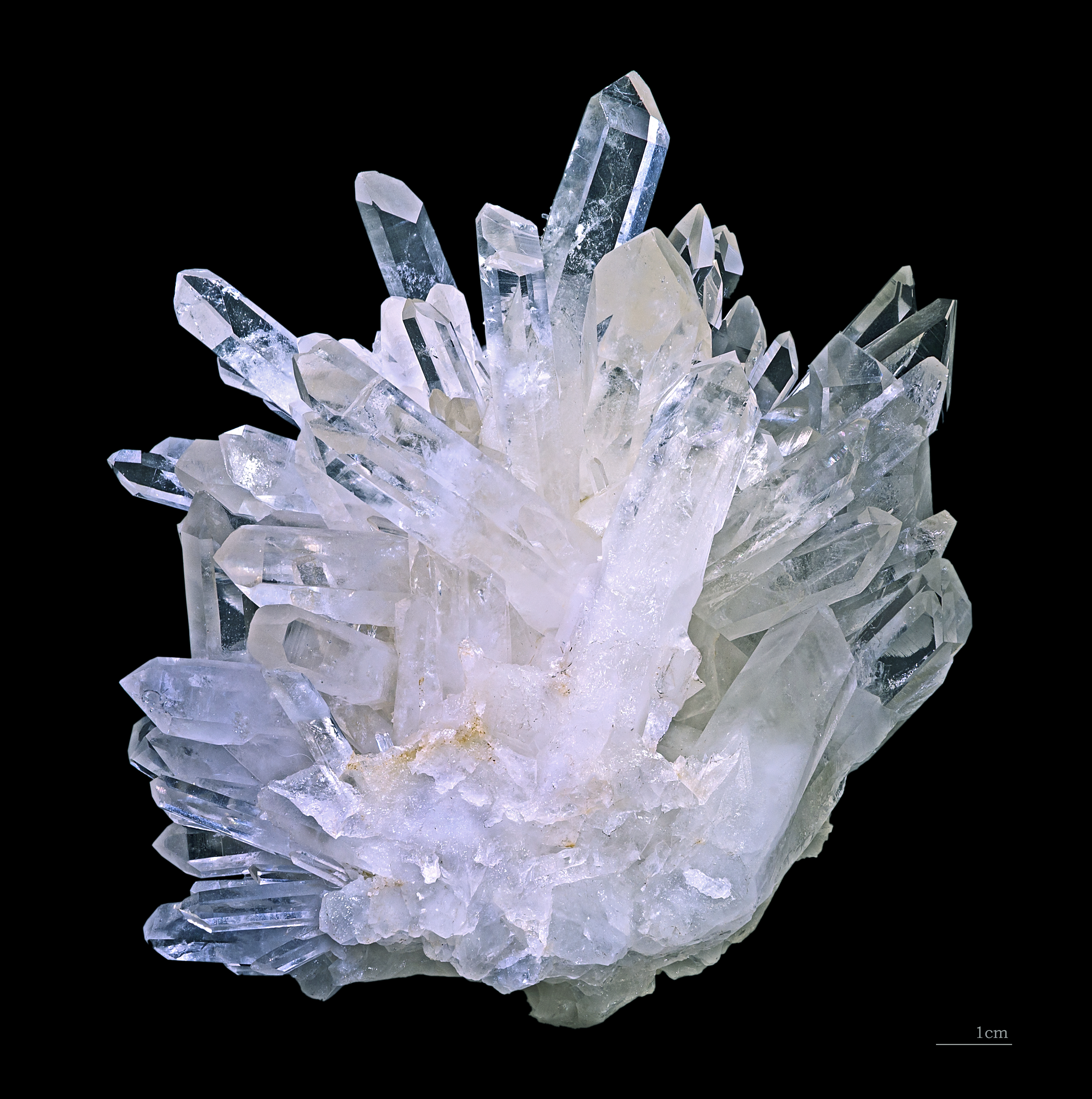
thạch anh

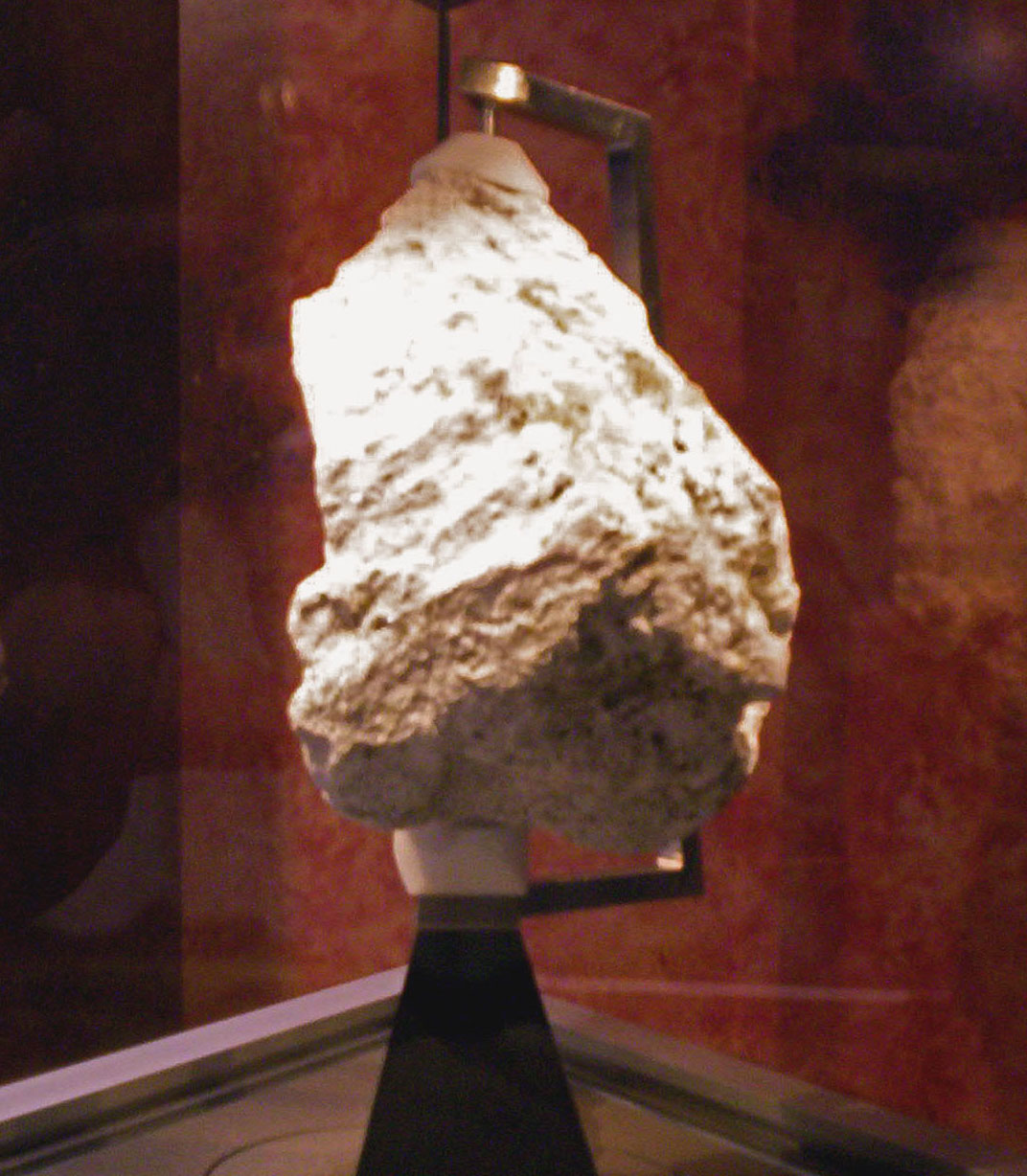
Đá Mặt Trăng Anorthosit #60025 (plagiocla fenspat). Apollo 16 thu thập trên cao nguyên Mặt Trăng gần Descartes Crater.

    - Oligocla - (Na,Ca)(Si,Al)4O8 (Na:Ca 4:1)
    - Andesin - (Na,Ca)(Si,Al)4O8 (Na:Ca 3:2)
    - Labradorit - (Na,Ca)(Si,Al)4O8 (Na:Ca 2:3)
    - Bytownit - (Na,Ca)(Si,Al)4O8 (Na:Ca 1:4)
    - Anorthit - CaAl2Si2O8
- Nhóm fenspathoit
  - Nosean - Na8Al6Si6O24(SO4)
  - Cancrinit - Na6Ca2(CO3,Al6Si6O24).2H2O
  - Leucit - KAlSi2O6
  - Nephelin - (Na,K)AlSiO4
  - Sodalit - Na8(AlSiO4)6Cl2
    - Hauyn - (Na,Ca)4-8Al6Si6(O,S)24(SO4,Cl)1-2

  - Lazurit - (Na,Ca)8(AlSiO4)6(SO4,S,Cl)2
- Petalit - LiAlSi4O10
- Scapolit group
  - Marialit - Na4(AlSi3O8)3(Cl2,CO3,SO4)
  - Meionit - Ca4(Al2Si2O8)3(Cl2CO3,SO4)
- Analcim - NaAlSi2O6•H2O
- Nhóm zeolit
  - Natrolit - Na2Al2Si3O10•2H2O
  - Chabazit - CaAl2Si4O12•6H2O
  - Heulandit - CaAl2Si7O18•6H2O
  - Stilbit - NaCa2Al5Si13O36•17H2O